# Canton de Trévières
Le canton de Trévières est une division administrative française située dans le département du Calvados et la région Normandie. À la suite du redécoupage cantonal de 2014, les limites territoriales du canton sont remaniées. Le nombre de communes du canton passe de 25 à 68.

## Histoire
Riche en belles églises (Louvières, Formigny, Rubercy, etc.) et en manoirs et fermes des XVIIe – XVIIIe siècles, le territoire du canton de Trévières ne fait que deux incursions dans la grande histoire, mais elles sont décisives :
- Le 15 avril 1450, les troupes françaises écrasent les renforts anglais à Formigny, précipitant la fin de l'occupation anglaise en Normandie et donc de la guerre de Cent Ans.
- Le 6 juin 1944, les plages de Vierville-sur-Mer, Saint-Laurent-sur-Mer et Colleville-sur-Mer, désormais immortalisées sous le nom d'Omaha Beach, voient se dérouler une phase capitale du débarquement des Alliés. Le cimetière américain de Colleville-sur-Mer témoigne de la violence des combats.

Un nouveau découpage territorial du Calvados entre en vigueur en mars 2015, défini par le décret du 17 février 2014, en application des lois du 17 mai 2013 (loi organique 2013-402 et loi 2013-403). Les conseillers départementaux sont, à compter de ces élections, élus au scrutin majoritaire binominal mixte. Les électeurs de chaque canton élisent au Conseil départemental, nouvelle appellation du Conseil général, deux membres de sexe différent, qui se présentent en binôme de candidats. Les conseillers départementaux sont élus pour 6 ans au scrutin binominal majoritaire à deux tours, l'accès au second tour nécessitant 12,5 % des inscrits au 1er tour. En outre la totalité des conseillers départementaux est renouvelée. Ce nouveau mode de scrutin nécessite un redécoupage des cantons dont le nombre est divisé par deux avec arrondi à l'unité impaire supérieure si ce nombre n'est pas entier impair, assorti de conditions de seuils minimaux. Dans le Calvados, le nombre de cantons passe ainsi de 49 à 25.

## Géographie
Ce canton est organisé autour de Trévières dans l'arrondissement de Bayeux. Son altitude varie de 0 m pour Bricqueville à 81 m pour Blay, avec une moyenne de 39 m.

## Représentation

### Conseillers généraux de 1833 à 2015
| Période | Période                   | Identité                                          | Étiquette                   | Qualité |
| ------- | ------------------------- | ------------------------------------------------- | --------------------------- | --- |
| 1833    | 1859 (décès)              | Vicomte puis comte Frédéric-Christophe d'Houdetot | Majorité dynastique         | Auditeur-préfet du département de l'Escaut, pair de France, ancien député (1849-1851, 1852-1859), propriétaire à Étréham, président du conseil général |
| 1859    | 1886 (décès)              | Adhémar Armand de Pierres de Louvières            | Droite légitimiste          | Maire de Louvières |
| 1886    | 1924 (décès)              | Baron Maurice Gérard                              | Conservateur                | Propriétaire terrien, maire de Maisons (1891-1919), député (1902-1919), conseiller d'arrondissement                                                    |
| 1925    | 1940                      | Pierre Rauline (1862-1948)                        | RG                          | Agriculteur, maire de Formigny, conseiller d'arrondissement, nommé conseiller départemental en 1943                                                    |
|         |                           |                                                   |                             | |
| 1945    | 1949 (démission d'office) | Robert Delente (1908-1990)                        | France combattante puis RPF | Avoué à Bayeux, ancien résistant |
| 1950    | 1975 (décès)              | Fernand Vautier (1891-1975)                       | DVD                         | Propriétaire à Maisons |
| 1975    | 2008                      | Roger Jouet                                       | CD puis UDF                 | Écrivain et historien, maire de Trévières (1971-1994), conseiller régional (1986-1992)                                                                 |
| 2008    | 2015                      | Jean-Pierre Richard (1943-2015)                   | DVD                         | Retraité, maire de Trévières (1995-2015) |

Le canton participe à l'élection du député de la cinquième circonscription du Calvados.

### Conseillers d'arrondissement (de 1833 à 1940)
| Période                                  | Période      | Identité                                                | Étiquette           | Qualité |
| ---------------------------------------- | ------------ | ------------------------------------------------------- | ------------------- | --- |
| 1833                                     | 1848         | M. Guilbert                                             |                     | Propriétaire à Mandeville                                                                                   |
| 1848                                     | 1879 (décès) | Jacques Philippe Guilbert-Duclos (1793-1879)            |                     | Maire de Trévières                                                                                          |
| 1880                                     | 1886         | Baron Maurice Gérard                                    | Conservateur        | Propriétaire à Barbeville                                                                                   |
| 1886                                     | 1911 (décès) | Vicomte Jean Charles Marie Picot de Vaulogé (1850-1911) | Républicain libéral | Maire de Tour-en-Bessin                                                                                     |
| 1911                                     | 1925         | Pierre Rauline                                          | Républicain Libéral | Agriculteur, maire de Formigny                                                                              |
| 1925                                     | 1940         | Jean-Baptiste Furon                                     | URD puis PSF        | Maire de Mosles                                                                                             |
| 1940                                     |              |                                                         |                     | Les conseils d'arrondissement ont été suspendus par la loi du 12 octobre 1940 et n'ont jamais été réactivés |
| Les données manquantes sont à compléter. |              |                                                         |                     | |

### Conseillers départementaux à partir de 2015
| Période élective | Période élective | Mandat | Mandat   | Identité                                        | Nuance | Nuance | Qualité                                                                                   |
| ---------------- | ---------------- | ------ | -------- | ----------------------------------------------- | ------ | ------ | ----------------------------------------------------------------------------------------- |
| 2015             | 2021             | 2015   | 2021     | Patricia Gady Duquesne                          |        | DVD    | Agricultrice, maire du Tronquay                                                           |
| 2015             | 2021             | 2015   | 2015     | Jean-Pierre Richard (décédé le 6 décembre 2015) |        | LR     | Retraité de l'enseignement, maire de Trévières                                            |
| 2015             | 2021             | 2015   | 2016     | Laurent Aubry (démissionnaire le 20 avril 2016) |        | UDI    | Directeur de travaux, adjoint au maire d'Isigny-sur-Mer                                   |
| 2015             | 2021             | 2016   | 2021     | Patrick Thomines                                |        | DVD    | Maire de Colleville-sur-Mer (depuis 2000)                                                 |
| 2021             | 2028             | 2021   | en cours | Patricia Gady Duquesne                          |        | DVD    | Agricultrice, maire du Tronquay                                                           |
| 2021             | 2028             | 2021   | en cours | Patrick Thomines                                |        | DVD    | Maire de Colleville-sur-Mer, président de la communauté de communes Isigny-Omaha Intercom |

### Résultats détaillés

#### Élections de mars 2015
À l'issue du 1er tour des élections départementales de 2015, deux binômes sont en ballottage : Philippe Chapron et Sandrine Linarès (FN, 35,53 %) et Patricia Gady Duquesne et Jean-Pierre Richard (Union de la Droite, 32,75 %). Le taux de participation est de 50,58 % (10 355 votants sur 20 474 inscrits) contre 51,43 % au niveau départementalet 50,17 % au niveau national.
Au second tour, Patricia Gady Duquesne et Jean-Pierre Richard (Union de la Droite) sont élus avec 57,83 % des suffrages exprimés et un taux de participation de 51,92 % (5 608 voix pour 10 629 votants et 20 473 inscrits).
À la suite du décès de Jean-Pierre Richard puis à la démission de son suppléant Laurent Aubry, une élection partielle est organisée les 12 et 19 juin 2016. Au second tour, Patrick Thomines (LR) est élu avec 62,96 % des suffrages exprimés.

#### Élections de juin 2021
Le premier tour des élections départementales de 2021 est marqué par un très faible taux de participation (33,26 % au niveau national). Dans le canton de Trévières, ce taux de participation est de 32,18 % (6 603 votants sur 20 517 inscrits) contre 34,31 % au niveau départemental. À l'issue de ce premier tour, deux binômes sont en ballottage : Patricia Gady Duquesne et Patrick Thomines (DVD, 66,77 %) et Philippe Chapron et Martine Vilmet (RN, 33,23 %).
Le second tour des élections est marqué une nouvelle fois par une abstention massive équivalente au premier tour. Les taux de participation sont de 34,3 % au niveau national, 34,65 % dans le département et 31,57 % dans le canton de Trévières. Patricia Gady Duquesne et Patrick Thomines (DVD) sont élus avec 68,43 % des suffrages exprimés (4 085 voix pour 6 476 votants et 20 511 inscrits),,.

## Composition

### Composition antérieure à 2015

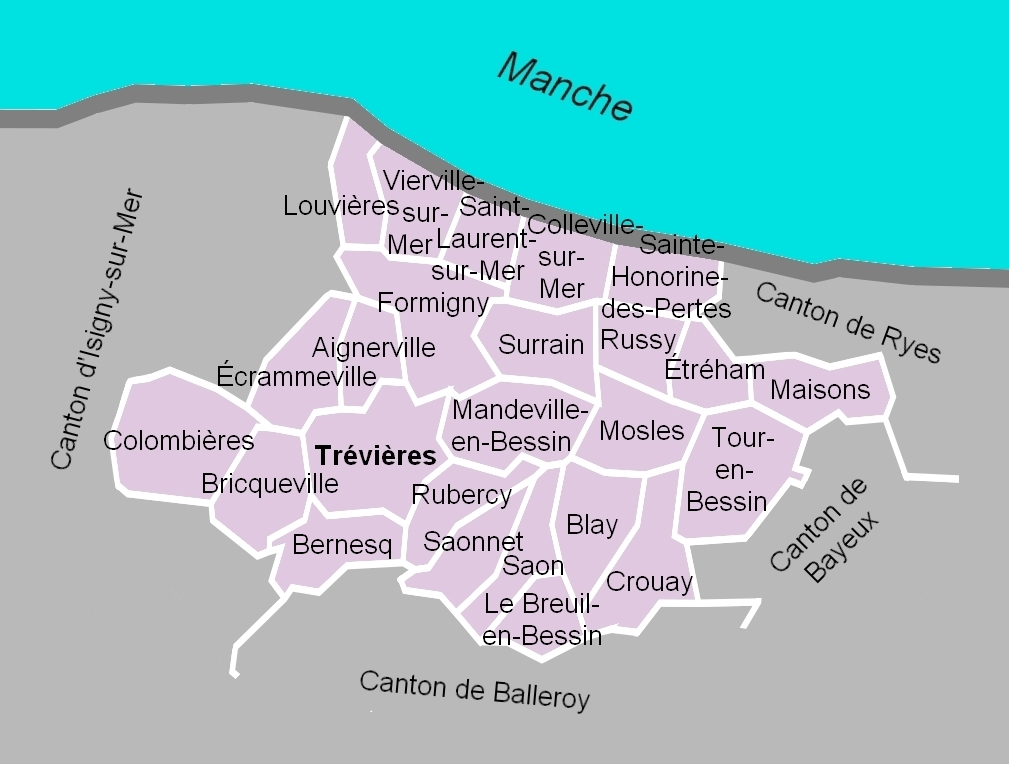
La carte des communes du canton. Les cantons limitrophes étaient ceux de Ryes, de Bayeux, de Balleroy et d'Isigny-sur-Mer.

Situation du canton dans l'arrondissement de Bayeux.

Le canton de Trévières comptait vingt-cinq communes à sa disparition en 2015.
| Nom                        | Code Insee | Codepostal | Superficie (km2) | Population (dernière pop. légale) | Densité (hab./km2) |
| -------------------------- | ---------- | ---------- | ---------------- | --------------------------------- | ------------------ |
| Trévières (chef-lieu)      | 14711      | 14710      | 11,70            | 937 (2012)                        | 80                 |
| Aignerville                | 14004      | 14710      | 4,35             | 200 (2010)                        | 46                 |
| Bernesq                    | 14063      | 14710      | 5,90             | 183 (2012)                        | 31                 |
| Blay                       | 14078      | 14400      | 7,14             | 374 (2012)                        | 52                 |
| Le Breuil-en-Bessin        | 14103      | 14330      | 4,37             | 424 (2012)                        | 97                 |
| Bricqueville               | 14107      | 14710      | 6,70             | 142 (2012)                        | 21                 |
| Colleville-sur-Mer         | 14165      | 14710      | 6,93             | 192 (2012)                        | 28                 |
| Colombières                | 14168      | 14710      | 10,64            | 204 (2012)                        | 19                 |
| Crouay                     | 14209      | 14400      | 7,73             | 550 (2012)                        | 71                 |
| Écrammeville               | 14235      | 14710      | 6,84             | 199 (2011)                        | 29                 |
| Étréham                    | 14256      | 14400      | 4,24             | 291 (2012)                        | 69                 |
| Formigny                   | 14281      | 14710      | 10,86            | 251 (2011)                        | 23                 |
| Louvières                  | 14382      | 14710      | 4,19             | 72 (2011)                         | 17                 |
| Maisons                    | 14391      | 14400      | 6,67             | 390 (2012)                        | 58                 |
| Mandeville-en-Bessin       | 14397      | 14710      | 8,83             | 365 (2012)                        | 41                 |
| Mosles                     | 14453      | 14400      | 6,42             | 385 (2012)                        | 60                 |
| Rubercy                    | 14547      | 14710      | 5,54             | 139 (2012)                        | 25                 |
| Russy                      | 14551      | 14710      | 4,86             | 179 (2009)                        | 37                 |
| Sainte-Honorine-des-Pertes | 14591      | 14520      | 5,69             | 587 (2010)                        | 103                |
| Saint-Laurent-sur-Mer      | 14605      | 14710      | 3,90             | 244 (2012)                        | 63                 |
| Saon                       | 14667      | 14330      | 5,24             | 232 (2012)                        | 44                 |
| Saonnet                    | 14668      | 14330      | 5,34             | 274 (2012)                        | 51                 |
| Surrain                    | 14681      | 14710      | 7,08             | 168 (2012)                        | 24                 |
| Tour-en-Bessin             | 14700      | 14400      | 10,31            | 596 (2012)                        | 58                 |
| Vierville-sur-Mer          | 14745      | 14710      | 6,41             | 250 (2012)                        | 39                 |

#### Anciennes communes
Les anciennes communes suivantes étaient incluses dans le territoire du canton de Trévières antérieur à 2015 :
- Véret, absorbée en 1823 par Formigny.
- Argouges-sous-Mosles, absorbée en 1824 par Russy.
- Houtteville, absorbée en 1824 par Surrain.
- Les Hérils, absorbée en 1830 par Maisons.
- Tessy, absorbée en 1856 par Mandeville (Mandeville-en-Bessin en 1946).
- Engranville, partagée en 1858 entre Formigny et Trévières.

Russy a été réunie à Étréham de 1827 à 1832, puis a repris son indépendance.

### Composition à partir de 2015
Le nouveau canton de Trévières comprenait soixante-huit communes entières à sa création lors du redécoupage des cantons pour 2015. Ce canton comprenait les vingt-cinq communes de l'ancien canton de Trévières auquel s'ajoutaient les vingt-quatre communes de l'ancien canton d'Isigny-sur-Mer, quinze communes de l'ancien canton de Balleroy et quatre de l'ancien canton de Caumont-l'Éventé.
| Commune                    | Canton d'appartenance avant 2015 |
| -------------------------- | -------------------------------- |
| Balleroy                   | Balleroy                         |
| La Bazoque                 | Balleroy                         |
| Cahagnolles                | Balleroy                         |
| Castillon                  | Balleroy                         |
| Litteau                    | Balleroy                         |
| Le Molay-Littry            | Balleroy                         |
| Montfiquet                 | Balleroy                         |
| Noron-la-Poterie           | Balleroy                         |
| Planquery                  | Balleroy                         |
| Saint-Martin-de-Blagny     | Balleroy                         |
| Saint-Paul-du-Vernay       | Balleroy                         |
| Le Tronquay                | Balleroy                         |
| Tournières                 | Balleroy                         |
| Trungy                     | Balleroy                         |
| Vaubadon                   | Balleroy                         |
| Cormolain                  | Caumont-l'Éventé                 |
| Sallen                     | Caumont-l'Éventé                 |
| Foulognes                  | Caumont-l'Éventé                 |
| Sainte-Honorine-de-Ducy    | Caumont-l'Éventé                 |
| Asnières-en-Bessin         | Isigny-sur-Mer                   |
| La Cambe                   | Isigny-sur-Mer                   |
| Canchy                     | Isigny-sur-Mer                   |
| Cardonville                | Isigny-sur-Mer                   |
| Cartigny-l'Épinay          | Isigny-sur-Mer                   |
| Castilly                   | Isigny-sur-Mer                   |
| Cricqueville-en-Bessin     | Isigny-sur-Mer                   |
| Deux-Jumeaux               | Isigny-sur-Mer                   |
| Englesqueville-la-Percée   | Isigny-sur-Mer                   |
| La Folie                   | Isigny-sur-Mer                   |
| Géfosse-Fontenay           | Isigny-sur-Mer                   |
| Grandcamp-Maisy            | Isigny-sur-Mer                   |
| Isigny-sur-Mer             | Isigny-sur-Mer                   |
| Lison                      | Isigny-sur-Mer                   |
| Longueville                | Isigny-sur-Mer                   |
| Monfréville                | Isigny-sur-Mer                   |
| Neuilly-la-Forêt           | Isigny-sur-Mer                   |
| Osmanville                 | Isigny-sur-Mer                   |
| Les Oubeaux                | Isigny-sur-Mer                   |
| Saint-Germain-du-Pert      | Isigny-sur-Mer                   |
| Saint-Marcouf              | Isigny-sur-Mer                   |
| Sainte-Marguerite-d'Elle   | Isigny-sur-Mer                   |
| Saint-Pierre-du-Mont       | Isigny-sur-Mer                   |
| Vouilly                    | Isigny-sur-Mer                   |
| Aignerville                | Trévières                        |
| Bernesq                    | Trévières                        |
| Blay                       | Trévières                        |
| Le Breuil-en-Bessin        | Trévières                        |
| Bricqueville               | Trévières                        |
| Colleville-sur-Mer         | Trévières                        |
| Colombières                | Trévières                        |
| Crouay                     | Trévières                        |
| Écrammeville               | Trévières                        |
| Étréham                    | Trévières                        |
| Formigny                   | Trévières                        |
| Louvières                  | Trévières                        |
| Maisons                    | Trévières                        |
| Mandeville-en-Bessin       | Trévières                        |
| Mosles                     | Trévières                        |
| Rubercy                    | Trévières                        |
| Russy                      | Trévières                        |
| Sainte-Honorine-des-Pertes | Trévières                        |
| Saint-Laurent-sur-Mer      | Trévières                        |
| Saon                       | Trévières                        |
| Saonnet                    | Trévières                        |
| Surrain                    | Trévières                        |
| Tour-en-Bessin             | Trévières                        |
| Trévières                  | Trévières                        |
| Vierville-sur-Mer          | Trévières                        |

À la suite de la fusion, au 1er janvier 2016, de Balleroy et de Vaubadon pour former la commune de Balleroy-sur-Drôme, le nombre de communes descend à 67.
À la suite de la fusion, au 1er janvier 2017, de Russy et de Sainte-Honorine-des-Pertes pour former la commune de Aure sur Mer, d'Aignerville, d'Écrammeville, de Formigny et de Louvières pour former la commune de Formigny La Bataille, de Castilly, d'Isigny-sur-Mer, de Neuilly-la-Forêt, des Oubeaux et de Vouilly pour former la commune de Isigny-sur-Mer, le nombre de communes descend à 59.
| Nom                               | Code Insee | Intercommunalité         | Superficie (km2) | Population (dernière pop. légale) | Densité (hab./km2) | Modifier                                    |
| --------------------------------- | ---------- | ------------------------ | ---------------- | --------------------------------- | ------------------ | ------------------------------------------- |
| Trévières (bureau centralisateur) | 14711      | CC Isigny-Omaha Intercom | 11,70            | 922 (2022)                        | 79                 | modifier les données · modifier les données |
| Asnières-en-Bessin                | 14023      | CC Isigny-Omaha Intercom | 4,61             | 71 (2022)                         | 15                 | modifier les données · modifier les données |
| Aure sur Mer                      | 14591      | CC Isigny-Omaha Intercom | 10,55            | 697 (2022)                        | 66                 | modifier les données · modifier les données |
| Balleroy-sur-Drôme                | 14035      | CC Isigny-Omaha Intercom | 11,77            | 1 317 (2022)                      | 112                | modifier les données · modifier les données |
| La Bazoque                        | 14050      | CC Isigny-Omaha Intercom | 10,14            | 195 (2022)                        | 19                 | modifier les données · modifier les données |
| Bernesq                           | 14063      | CC Isigny-Omaha Intercom | 5,90             | 211 (2022)                        | 36                 | modifier les données · modifier les données |
| Blay                              | 14078      | CC Isigny-Omaha Intercom | 7,14             | 358 (2022)                        | 50                 | modifier les données · modifier les données |
| Le Breuil-en-Bessin               | 14103      | CC Isigny-Omaha Intercom | 4,37             | 411 (2022)                        | 94                 | modifier les données · modifier les données |
| Bricqueville                      | 14107      | CC Isigny-Omaha Intercom | 6,70             | 153 (2022)                        | 23                 | modifier les données · modifier les données |
| Cahagnolles                       | 14121      | CC Isigny-Omaha Intercom | 7,17             | 253 (2022)                        | 35                 | modifier les données · modifier les données |
| La Cambe                          | 14124      | CC Isigny-Omaha Intercom | 11,17            | 552 (2022)                        | 49                 | modifier les données · modifier les données |
| Canchy                            | 14132      | CC Isigny-Omaha Intercom | 5,72             | 202 (2022)                        | 35                 | modifier les données · modifier les données |
| Cardonville                       | 14136      | CC Isigny-Omaha Intercom | 3,29             | 90 (2022)                         | 27                 | modifier les données · modifier les données |
| Cartigny-l'Épinay                 | 14138      | CC Isigny-Omaha Intercom | 10,23            | 301 (2022)                        | 29                 | modifier les données · modifier les données |
| Castillon                         | 14140      | CC Isigny-Omaha Intercom | 11,02            | 368 (2022)                        | 33                 | modifier les données · modifier les données |
| Colleville-sur-Mer                | 14165      | CC Isigny-Omaha Intercom | 6,93             | 203 (2022)                        | 29                 | modifier les données · modifier les données |
| Colombières                       | 14168      | CC Isigny-Omaha Intercom | 10,64            | 206 (2022)                        | 19                 | modifier les données · modifier les données |
| Cormolain                         | 14182      | CC Isigny-Omaha Intercom | 11,04            | 391 (2022)                        | 35                 | modifier les données · modifier les données |
| Cricqueville-en-Bessin            | 14204      | CC Isigny-Omaha Intercom | 8,55             | 170 (2022)                        | 20                 | modifier les données · modifier les données |
| Crouay                            | 14209      | CC Isigny-Omaha Intercom | 7,73             | 507 (2022)                        | 66                 | modifier les données · modifier les données |
| Deux-Jumeaux                      | 14224      | CC Isigny-Omaha Intercom | 4,07             | 56 (2022)                         | 14                 | modifier les données · modifier les données |
| Englesqueville-la-Percée          | 14239      | CC Isigny-Omaha Intercom | 7,88             | 93 (2022)                         | 12                 | modifier les données · modifier les données |
| Étréham                           | 14256      | CC Isigny-Omaha Intercom | 4,24             | 327 (2022)                        | 77                 | modifier les données · modifier les données |
| La Folie                          | 14272      | CC Isigny-Omaha Intercom | 6,53             | 107 (2022)                        | 16                 | modifier les données · modifier les données |
| Formigny La Bataille              | 14281      | CC Isigny-Omaha Intercom | 26,24            | 760 (2022)                        | 29                 | modifier les données · modifier les données |
| Foulognes                         | 14282      | CC Isigny-Omaha Intercom | 6,43             | 217 (2022)                        | 34                 | modifier les données · modifier les données |
| Géfosse-Fontenay                  | 14298      | CC Isigny-Omaha Intercom | 11,11            | 131 (2022)                        | 12                 | modifier les données · modifier les données |
| Grandcamp-Maisy                   | 14312      | CC Isigny-Omaha Intercom | 14,85            | 1 525 (2022)                      | 103                | modifier les données · modifier les données |
| Isigny-sur-Mer                    | 14342      | CC Isigny-Omaha Intercom | 61,44            | 3 549 (2022)                      | 58                 | modifier les données · modifier les données |
| Lison                             | 14367      | CC Isigny-Omaha Intercom | 10,94            | 438 (2022)                        | 40                 | modifier les données · modifier les données |
| Litteau                           | 14369      | CC Isigny-Omaha Intercom | 6,94             | 276 (2022)                        | 40                 | modifier les données · modifier les données |
| Longueville                       | 14378      | CC Isigny-Omaha Intercom | 6,54             | 286 (2022)                        | 44                 | modifier les données · modifier les données |
| Maisons                           | 14391      | CC Isigny-Omaha Intercom | 6,67             | 430 (2022)                        | 64                 | modifier les données · modifier les données |
| Mandeville-en-Bessin              | 14397      | CC Isigny-Omaha Intercom | 8,83             | 309 (2022)                        | 35                 | modifier les données · modifier les données |
| Le Molay-Littry                   | 14370      | CC Isigny-Omaha Intercom | 27,12            | 3 092 (2022)                      | 114                | modifier les données · modifier les données |
| Monfréville                       | 14439      | CC Isigny-Omaha Intercom | 7,22             | 96 (2022)                         | 13                 | modifier les données · modifier les données |
| Montfiquet                        | 14445      | CC Isigny-Omaha Intercom | 19,54            | 85 (2022)                         | 4,4                | modifier les données · modifier les données |
| Mosles                            | 14453      | CC Isigny-Omaha Intercom | 6,42             | 348 (2022)                        | 54                 | modifier les données · modifier les données |
| Noron-la-Poterie                  | 14468      | CC Isigny-Omaha Intercom | 3,01             | 335 (2022)                        | 111                | modifier les données · modifier les données |
| Osmanville                        | 14480      | CC Isigny-Omaha Intercom | 10,88            | 510 (2022)                        | 47                 | modifier les données · modifier les données |
| Planquery                         | 14506      | CC Isigny-Omaha Intercom | 14,37            | 248 (2022)                        | 17                 | modifier les données · modifier les données |
| Rubercy                           | 14547      | CC Isigny-Omaha Intercom | 5,54             | 151 (2022)                        | 27                 | modifier les données · modifier les données |
| Saint-Germain-du-Pert             | 14586      | CC Isigny-Omaha Intercom | 6,03             | 151 (2022)                        | 25                 | modifier les données · modifier les données |
| Saint-Laurent-sur-Mer             | 14605      | CC Isigny-Omaha Intercom | 3,90             | 262 (2022)                        | 67                 | modifier les données · modifier les données |
| Saint-Marcouf                     | 14613      | CC Isigny-Omaha Intercom | 5,03             | 86 (2022)                         | 17                 | modifier les données · modifier les données |
| Saint-Martin-de-Blagny            | 14622      | CC Isigny-Omaha Intercom | 8,89             | 120 (2022)                        | 13                 | modifier les données · modifier les données |
| Saint-Paul-du-Vernay              | 14643      | CC Isigny-Omaha Intercom | 15,13            | 830 (2022)                        | 55                 | modifier les données · modifier les données |
| Saint-Pierre-du-Mont              | 14652      | CC Isigny-Omaha Intercom | 4,96             | 73 (2022)                         | 15                 | modifier les données · modifier les données |
| Sainte-Honorine-de-Ducy           | 14590      | CC Isigny-Omaha Intercom | 4,99             | 136 (2022)                        | 27                 | modifier les données · modifier les données |
| Sainte-Marguerite-d'Elle          | 14614      | CC Isigny-Omaha Intercom | 20,49            | 755 (2022)                        | 37                 | modifier les données · modifier les données |
| Sallen                            | 14664      | CC Isigny-Omaha Intercom | 11,21            | 320 (2022)                        | 29                 | modifier les données · modifier les données |
| Saon                              | 14667      | CC Isigny-Omaha Intercom | 5,24             | 223 (2022)                        | 43                 | modifier les données · modifier les données |
| Saonnet                           | 14668      | CC Isigny-Omaha Intercom | 5,34             | 328 (2022)                        | 61                 | modifier les données · modifier les données |
| Surrain                           | 14681      | CC Isigny-Omaha Intercom | 7,08             | 142 (2022)                        | 20                 | modifier les données · modifier les données |
| Tour-en-Bessin                    | 14700      | CC Isigny-Omaha Intercom | 10,31            | 694 (2022)                        | 67                 | modifier les données · modifier les données |
| Tournières                        | 14705      | CC Isigny-Omaha Intercom | 3,41             | 147 (2022)                        | 43                 | modifier les données · modifier les données |
| Le Tronquay                       | 14714      | CC Isigny-Omaha Intercom | 13,07            | 762 (2022)                        | 58                 | modifier les données · modifier les données |
| Trungy                            | 14716      | CC Isigny-Omaha Intercom | 7,07             | 212 (2022)                        | 30                 | modifier les données · modifier les données |
| Vierville-sur-Mer                 | 14745      | CC Isigny-Omaha Intercom | 6,41             | 232 (2022)                        | 36                 | modifier les données · modifier les données |
| Canton de Trévières               | 1423       |                          | 581,74           | 26 420 (2022)                     | 45                 | modifier les données                        |

## Démographie

### Démographie avant 2015
| 1962  | 1968  | 1975  | 1982  | 1990  | 1999  | 2006  | 2011  | 2012  |
| ----- | ----- | ----- | ----- | ----- | ----- | ----- | ----- | ----- |
| 7 041 | 6 501 | 6 086 | 6 133 | 6 203 | 6 276 | 7 082 | 7 752 | 7 813 |

### Démographie depuis 2015
En 2022, le canton comptait 26 420 habitants, en évolution de −1,55 % par rapport à 2016 (Calvados : +1,58 %, France hors Mayotte : +2,11 %).
| 2013   | 2018   | 2022   |
| ------ | ------ | ------ |
| 27 270 | 26 680 | 26 420 |